# Um Barzinho, Um Violão: Sertanejo
Um Barzinho, Um Violão - Sertanejo é o sétimo álbum da coleção musical Um Barzinho, Um Violão. É um álbum de grandes nomes da música reunidos num projeto, é uma série de CDs e DVDs consolidada e de grande sucesso de vendas no mercado por suas coletâneas temáticas de canções da MPB.
A primeira edição sertaneja dessa renomada série foi gravada ao vivo em São Paulo na temática casa de shows Villa Country. O projeto reúne não só os principais nomes do gênero, como consagrados artistas da musica popular brasileira interpretando os maiores clássicos de todos os tempos da música sertaneja. Bruno & Marrone, Chitãozinho & Xororó, Cesar Menotti & Fabiano, Tânia Mara, Michel Teló, João Bosco & Vinícius, Paula Fernandes, Cezar & Paulinho, Roberta Miranda, Edson (da dupla com Hudson), Zé Henrique & Gabriel, Rick & Renner, entre outros grandes nomes, e ainda Zeca Pagodinho, Fafá de Belém, Ivete Sangalo e Renato Teixeira juntos, promovendo a maior celebração da música sertaneja já feita até agora.

## Faixas
| DVD |                                    |                                 |         |  |
| N.º | Título                             | Artista                         | Duração |  |
| 1.  | "Romaria"                          | Renato Teixeira e Ivete Sangalo |         |  |
| 2.  | "60 Dias Apaixonado"               | Chitãozinho & Xororó            |         |  |
| 3.  | "Nem Dormindo Consigo Te Esquecer" | Gian & Giovani                  |         |  |
| 4.  | "Panela Velha"                     | Zeca Pagodinho                  |         |  |
| 5.  | "Esperando Você Chegar"            | João Bosco & Vinícius           |         |  |
| 6.  | "Vá Com Deus"                      | Roberta Miranda                 |         |  |
| 7.  | "Barquinho"                        | Michel Teló                     |         |  |
| 8.  | "Seu Amor Ainda é Tudo"            | Luiz Cláudio & Giuliano         |         |  |
| 9.  | "A Mais Bonita das Noites"         | Edson                           |         |  |
| 10. | "Boneca Cobiçada"                  | André & Adriano                 |         |  |
| 11. | "Sábado"                           | Marco & Mario                   |         |  |
| 12. | "Duas Vezes Você"                  | Cezar & Paulinho                |         |  |
| 13. | "Dois Corações e Uma História"     | Mateus & Cristiano              |         |  |
| 14. | "Um Beijo Pra Me Enlouquecer"      | Rick & Renner                   |         |  |
| 15. | "Evidências"                       | César Menotti & Fabiano         |         |  |
| 16. | "Saudade de Minha Terra"           | Fafá de Belém                   |         |  |
| 17. | "Telefone Mais"                    | Marciano                        |         |  |
| 18. | "Do Outro Lado da Cidade"          | Guilherme & Santiago            |         |  |
| 19. | "Comitiva Esperança"               | Grupo Tradição                  |         |  |
| 20. | "Cheiro de Relva"                  | Paula Fernandes                 |         |  |
| 21. | "Oito Segundos"                    | Hugo & Tiago                    |         |  |
| 22. | "Um Homem Que Chora à Toa"         | Zé Henrique & Gabriel           |         |  |
| 23. | "Casa no Campo"                    | Tânia Mara                      |         |  |
| 24. | "Peão"                             | Eduardo Costa                   |         |  |
| 25. | "Temporal de Amor"                 | Janaynna                        |         |  |
| 26. | "Saudade"                          | João Neto & Frederico           |         |  |
| 27. | "Pagode em Brasília"               | Grupo Sereno                    |         |  |
| 28. | "Meu Endereço"                     | Bruno & Marrone e Grupo Sereno  |         |  |

| CD Vol. 1 |                                    |                                 |         |  |
| N.º       | Título                             | Artista                         | Duração |  |
| 1.        | "60 Dias Apaixonado"               | Chitãozinho & Xororó            | 2:11    |  |
| 2.        | "Nem Dormindo Consigo Te Esquecer" | Gian & Giovani                  | 4:09    |  |
| 3.        | "Panela Velha"                     | Zeca Pagodinho                  | 3:07    |  |
| 4.        | "Esperando Você Chegar"            | João Bosco & Vinícius           | 3:31    |  |
| 5.        | "Vá Com Deus"                      | Roberta Miranda                 | 2:27    |  |
| 6.        | "Barquinho"                        | Michel Teló                     | 3:27    |  |
| 7.        | "Seu Amor Ainda é Tudo"            | Luiz Cláudio & Giuliano         | 4:05    |  |
| 8.        | "A Mais Bonita das Noites"         | Edson                           | 3:50    |  |
| 9.        | "Boneca Cobiçada"                  | André & Adriano                 | 3:16    |  |
| 11.       | "Sábado"                           | Marco & Mario                   | 3:35    |  |
| 12.       | "Duas Vezes Você"                  | Cezar & Paulinho                | 4:26    |  |
| 13.       | "Dois Corações e Uma História"     | Mateus & Cristiano              | 3:49    |  |
| 14.       | "Romaria"                          | Renato Teixeira e Ivete Sangalo | 4:38    |  |

| CD Vol. 2 |                               |                                |         |  |
| N.º       | Título                        | Artista                        | Duração |  |
| 1.        | "Meu Endereço"                | Bruno & Marrone e Grupo Sereno | 3:11    |  |
| 2.        | "Um Beijo Pra Me Enlouquecer" | Rick & Renner                  | 2:50    |  |
| 3.        | "Evidências"                  | César Menotti & Fabiano        | 4:18    |  |
| 4.        | "Saudade de Minha Terra"      | Fafá de Belém                  | 3:13    |  |
| 5.        | "Telefone Mais"               | Marciano                       | 3:07    |  |
| 6.        | "Do Outro Lado da Cidade"     | Guilherme & Santiago           | 3:13    |  |
| 7.        | "Comitiva Esperança"          | Grupo Tradição                 | 3:56    |  |
| 8.        | "Cheiro de Relva"             | Paula Fernandes                | 3:09    |  |
| 9.        | "Oito Segundos"               | Hugo & Tiago                   | 2:43    |  |
| 10.       | "Um Homem Que Chora à Toa"    | Zé Henrique & Gabriel          | 3:03    |  |
| 11.       | "Casa no Campo"               | Tânia Mara                     | 2:44    |  |
| 12.       | "Peão"                        | Eduardo Costa                  | 4:30    |  |
| 13.       | "Temporal de Amor"            | Janaynna                       | 3:41    |  |
| 14.       | "Saudade"                     | João Neto & Frederico          | 3:35    |  |